# 市汊街戰鬥
市汊街戰鬥發生於1926年10月7－13日，地點則是在中國贛江東岸一帶，是國民革命軍北伐戰爭的戰鬥之一。市汊街戰鬥的交戰雙方，一方為國民革命軍，另一方為北洋中央軍。

## 參看
- 中華民國北洋政府時期內戰戰鬥列表